# Núpsvötn
Bei Núpsvötn handelt es sich um einen bedeutenden Gletscherfluss im Süden von Island.
Wie bei Gletscherflüssen vor allem im Einflussbereich von Vulkanen üblich schwankt seine Wasserführung stark.
Die höchste in seinem Bereich, d. h. auf dem Sander, gemessene Wassermenge betrug 45.000 m³/s während des Gletscherlaufes aufgrund des Vulkanausbruchs im Gjálp 1996. Allerdings wurde unter der Brücke und damit in den Núpsvötn selbst nur ein Höchststand von 2.300 m³/s gemessen, der größte Teil des Gletscherlaufes floss über die Flussbetten von Skeiðará und Gígjukvísl ab.

## Lage
Der Fluss befindet sich auf der Ebene des Skeiðarársandur direkt im Osten des Berges Lómagnúpur. Er strömt auf einer Länge von ca. 35 km – sie ist veränderlich, da der Flussverlauf immer wieder großen Veränderungen unterworfen ist – über die westlichste Seite des Sanders entlang dem Berg Lómagnúpur und von dort zum Meer.
Gemäß alten Quellen verliefen hier bis vor ca. 200 Jahren zwei Flüsse. Einerseits handelte es sich um den Fluss Lómagnúpsá, einen Quellfluss am Berg Lómagnúpur. Dieser wurde später in Núpsá umbenannt. Andererseits verlief parallel dazu einiges weiter im Osten der Gletscherfluss Súluá, der inzwischen Súla heißt.
Die beiden Flüsse vereinigten sich vor ca. 200–300 Jahren, nachdem die Gletscher im Laufe der Kleinen Eiszeit vorgerückt waren und werden seither von dem Punkt an Núpsvötn genannt.

## Verkehrsanbindung
Eine 420 m lange Brücke, die Súlubrú, führt seit 1974 leicht südöstlich des Lómagnúpur über den Fluss, der an dieser Stelle vom Hringvegur überquert wird. Sie überstand unbeschadet den Gletscherlauf von 1996.

## Ursprünge
Die Hauptquellflüsse sind Núpsá und Súla, die beide in Talgletschern am Südrand des Vatnajökull ihren Ursprung haben. Beide fließen einige Kilometer nördlich des Lómagnúpur am Südrand des Skeiðarárjökull zusammen und bilden die Núpsvötn. Die Flüsse haben allerdings oft ihren Weg geändert und damit auch den Ort, an dem sie sich vereinigen.

### Núpsá
Der Fluss Núpsá hat seine Quellen am Grænalónsjökull und am vulkanischen Gebirgszug Hágöngur. Von dort strömt er mehr oder weniger direkt nach Süden. Dabei streift er das mit Hochlandjeeps erreichbare Waldgebiet Núpsstaðaskógur. Im inneren Tal, einer eindrucksvollen Schlucht, findet man u. a. schöne Wasserfälle, den Núpsárfoss und den Hvítárfoss.
Zu Beginn des 20. Jahrhunderts hatte die Núpsá ihren Ursprung im Gletschersee Grænalón. Dies veränderte sich aber mit zunehmendem Abschmelzen der Gletscher.

### Súla
Der andere Zufluss, Súla, ist ein reiner Gletscherfluss und kommt aus dem Skeiðarárjökull. Über ihn ergießen sich regelmäßig die kleinen Gletscherläufe aus dem Gletschersee Grænalón in die Núpsvötn.
Auch der umfangreichere Gletscherlauf aus den Grímsvötn im Jahre 2010 nahm teilweise diesen Weg.